# Comité de Lucha de Hong Kong y Kowloon
El Comité de Compatriotas Chinos de Todos los Círculos de Hong Kong-Kowloon para la Lucha contra la Persecución por parte de las Autoridades Británicas en Hong Kong, a menudo abreviado como Comité de Lucha de Hong Kong y Kowloon o simplemente Comité de Lucha, era un comité político que se oponía a la administración colonial británica en Hong Kong. Fue establecido por activistas pro-Partido Comunista de China (PCC) durante los disturbios en Hong Kong de 1967. Yeung Kwong, entonces presidente de la Federación de Sindicatos de Hong Kong y Kowloon, dirigió el Comité de Lucha como presidente de un comité ejecutivo de 17 miembros.
Aunque las autoridades coloniales culparon al Comité de Lucha por una serie de atentados con bombas durante los disturbios de 1967, el grupo fue disfuncional y no logró unir al movimiento anticolonial en Hong Kong. Para el tiempo que fue prohibido por las autoridades coloniales en septiembre de 1967, el Comité de Lucha sólo celebró dos reuniones.

## Nombre
Tras los disturbios de mayo de 1967 en Hong Kong, el Comité de Lucha publicó un libro en inglés titulado The May Upheaval in Hong Kong, bajo el nombre completo de Comité de Compatriotas Chinos de Todos los Círculos de Hong Kong-Kowloon para la Lucha contra la Persecución por parte de las Autoridades Británicas en Hong Kong. Sin embargo, el nombre completo del grupo en su original chino ha sido traducido de diversas formas. Una traducción al inglés de un informe de Radio Guangdong transmitido el 27 de mayo de 1967 dio el nombre de «Comité de lucha de todos los círculos de Hong Kong y Kowloon para oponerse a la persecución por parte de las autoridades británicas de Hong Kong». Otras traducciones incluyen el «Comité de lucha de compatriotas chinos de todos los círculos contra la persecución británica de Hong Kong y Kowloon» y el «Comité de lucha contra la persecución de todos los sectores de Hong Kong y Kowloon».
«Comité de Lucha» es la abreviatura en inglés más común para el grupo. Otras abreviaturas incluyen «Comité de Lucha Antibritánica» y «Comité de Lucha Multicírculo contra la Persecución».

## Antecedentes y preludio de la fundación
Tres huelgas laborales comenzaron en Hong Kong el 1 de mayo de 1967 (Día Internacional de los Trabajadores), incluida una en Hong Kong Artificial Flower Works, una fábrica que producía flores artificiales en San Po Kong. Los habitantes del barrio habían soportado durante mucho tiempo malas condiciones de vida y el abandono del gobierno colonial británico. John Cooper, un escritor británico que vivía en Hong Kong en ese momento, habló de la susceptibilidad de San Po Kong a los disturbios civiles:

Calle tras calle de altos edificios ruinosos competían entre sí por el limitado espacio disponible, cientos y cientos de ciudadanos hostiles vivían sus vidas en madrigueras de conejos humanos, había muchos trabajadores disponibles para iniciar un motín, existían muchas organizaciones de trabajadores para apoyar y muchos estudiantes vendrían a darle apoyo político.

El 6 de mayo, los trabajadores que participaban en piquetes se enfrentaron con la dirección de Hong Kong Artificial Flower Works, y posteriormente intervino la policía para poner fin por la fuerza a los disturbios. Los periódicos de izquierda de Hong Kong publicaron editoriales mordaces sobre el incidente a la mañana siguiente. Por ejemplo, un editorial de Ta Kung Pao criticaba a los policías de etnia china por «golpear a [sus] compatriotas», describiéndolos como «vergonzosos» e instándolos a «arrepentirse rápidamente».
Los conflictos laborales originales se habían transformado en disturbios políticos en toda la ciudad el 11 de mayo. En la mañana de ese día, varios manifestantes pro-Partido Comunista de China (PCC) marcharon por la ciudad, portando copias del Pequeño Libro Rojo de Mao Zedong y carteles condenando al gobierno colonial. Entonaron consignas comunistas y cantaron canciones revolucionarias chinas. Por la tarde, los manifestantes intentaron irrumpir en varias fábricas, lo que provocó una importante respuesta policial. Por la noche, las manifestaciones degeneraron en disturbios, cuando multitudes de jóvenes locales se unieron a los manifestantes para arrojar piedras y botellas a la policía.

## Establecimiento
La Federación de Sindicatos de Hong Kong y Kowloon (FTU), pro-PCC, fue responsable de organizar manifestaciones formales contra el gobierno colonial. Para consolidar el movimiento, el FTU estableció el 12 de mayo el Comité de Trabajadores de Todas las Industrias de Hong Kong-Kowloon para la Lucha contra la Persecución por parte de las autoridades británicas en Hong Kong. Cuatro días después, el 16 de mayo, el FTU y varios otros grupos pro-PCC fundaron el Comité de Compatriotas Chinos de Todos los Círculos de Hong Kong-Kowloon para la Lucha Contra la Persecución por parte de las Autoridades Británicas en Hong Kong, o Comité de Lucha para abreviar. El objetivo de crear el Comité de Lucha era establecer un comando central para liderar las manifestaciones anticoloniales.
El gobierno de la República Popular China (RPC) anunció su apoyo al Comité de Lucha el 15 de mayo, tras una serie de protestas en edificios gubernamentales coloniales en Hong Kong y la vecina Macao portugués. El gobierno de la República Popular China condenó lo que llamó la «brutalidad sanguinaria y las atrocidades fascistas de los imperialistas británicos» y enumeró cinco demandas del gobierno colonial en Hong Kong:
1. Todas las justas demandas planteadas por los residentes y trabajadores chinos en Hong Kong deben ser aceptadas de inmediato.
2. Todas las personas arrestadas, incluidos trabajadores, camarógrafos y periodistas, deben ser puestas en libertad de inmediato.
3. Todas las medidas fascistas deben cesar.
4. Todos los responsables de las atrocidades sanguinarias deben pedir disculpas a las víctimas y ofrecerles una indemnización.
5. Se debe dar garantía de que no se repetirán incidentes similares (es decir, la respuesta policial).

El periódico del Comité Central del PCC, el Diario del Pueblo, elogió el «valle intrépido» de los manifestantes y advirtió a las autoridades coloniales de «ir en contra de la tendencia histórica». El entonces gobernador de Hong Kong, David Trench, estaba cada vez más preocupado de que las manifestaciones fueran un intento preliminar de la República Popular de China de tomar el control de la colonia. En una conferencia de prensa afirmó, «el objetivo [de los manifestantes] es Macao», en referencia al incidente 12-3 en Macao, en el que la colonia quedó bajo el control de facto de la República Popular China.

## Operaciones
Durante los disturbios de 1967, el Comité de Lucha encabezó huelgas en varias industrias, en particular en el transporte, en las que supuestamente participaron hasta 60 000 trabajadores. También organizó marchas de protesta en la residencia del gobernador de Hong Kong. Para financiar las actividades del grupo, el gobierno de la República Popular de China dio 3,3 millones de dólares al Comité de Lucha a través de la Federación Nacional de Sindicatos de China, controlada por el estado. El Comité de Lucha recibió el apoyo no sólo del gobierno de la República Popular de China, sino también de la población de China continental en general
Las autoridades coloniales culparon al Comité de Lucha de los atentados con bombas que tuvieron lugar durante los disturbios de 1967, y el Colegio de Abogados de Hong Kong designó al grupo como organización terrorista el 8 de septiembre. El gobierno colonial prohibió oficialmente el Comité de Lucha y ordenó el arresto de sus miembros el 12 de septiembre.
Sin embargo, exmiembros del Comité de Lucha negaron los cargos y afirmaron que el grupo no era violento y, en última instancia, un fracaso operativo. Wong Kin-lap, miembro del comité ejecutivo, afirmó que el Comité de Lucha seguía el principio de actuar «por motivos justos, para nuestro beneficio y con moderación» (有理，有利，有節), que entendió como no violencia. También comentó sobre la incapacidad del grupo para funcionar debido a la estricta aplicación por parte de las autoridades coloniales de su prohibición de reuniones públicas:

Las regulaciones impusieron restricciones estrictas a las reuniones públicas. Dadas las circunstancias, el comité no pudo reunirse en absoluto, y mucho menos tomar el mando de la lucha. En consecuencia, cada uno procedió a la lucha a su manera sin un mando centralizado y esto no sirvió de nada a las autoridades británicas de Hong Kong.

Liu Yat-yuen, otro miembro del comité ejecutivo, declaró:

Algunas personas pensaban que el Comité de Lucha dirigía las acciones de la lucha antibritánica, e incluso ordenaba la colocación de bombas. Eso era un malentendido. La gente fuera del campo izquierdista pensaba que el comité de lucha era un grupo dirigente de los disturbios, pero era sólo una organización dirigente nominal o una herramienta de «frente único» que ni siquiera discutía la estrategia de la lucha. El comité sólo celebró dos reuniones durante los disturbios y no tenía idea de lo que sucedió en las últimas etapas de los disturbios.

Las autoridades coloniales descubrieron más tarde que los radicales de la sucursal de Hong Kong de la agencia de noticias Xinhua, que actuaba como embajada de facto de la República Popular de China en la colonia, eran en realidad responsables de orquestar la escalada de violencia. Los dirigentes del Comité de Lucha afirmaron que no tenían conocimiento de las actividades encubiertas de Xinhua.

## Organización

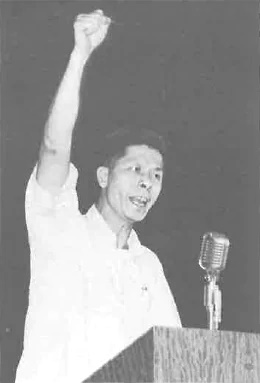
Yeung Kwong en un mitin en noviembre de 1967.

El Comité de Lucha tenía 104 miembros que eligieron un comité ejecutivo de 17 miembros. El comité ejecutivo estuvo presidido por el presidente del FTU, Yeung Kwong. Los miembros del comité ejecutivo fueron:
- Yeung Kwong
- Fei Yimin
- Xie Honghui
- Wong Kin-lap
- Wang Kuancheng
- Hu Jiu
- Huang Yanfang
- Wu Yi
- Liu Xian
- Guo Tian Hai
- Deng Chuan
- Wong Fu-wing, Dick
- Pan Desheng
- Liu Yat Yuen
- Ren Yizhi
- Chen Hong
- Tong Ping Ta

### Citas
1. ↑  For the book mentioned, see Committee of Hong Kong-Kowloon Chinese Compatriots of All Circles for the Struggle Against Persecution by the British Authorities in Hong Kong, 1967. This name is also used by Lane, 2019, p. 113, Broadbent y Brockman, 2011, p. 346, and Heaton, 1970, p. 851.
2. ↑  Radio Guangdong, 1967, p. M–3.
3. ↑  For the former, see Pepper, 2008, p. 163. For the latter, see Loh, 2018, p. 107.
4. 1 2  Carroll, 2007, p. 153: "Although many accounts of the 1967 disturbances portray them as being instigated almost solely by local Communists and Red Guards from Guangdong, the Anti-British Struggle Committee enjoyed strong support in China, both – at least in the early stages – from the central government and from the population at large."
5. 1 2  Cheung y So, 2015: "Yeung's unionist career was marked by the 1967 riots, during which he served as director of the Anti-British Struggle Committee."
6. 1 2  Cheung, 2009, p. 188.
7. 1 2 3 4 5  Carroll, 2007, p. 151.
8. ↑  Cheung, 2009, p. 30.
9. ↑  Cheung, 2009, p. 33.
10. ↑  Loh, 2018, p. 107.
11. 1 2  Cheung, 2009, p. 91.
12. ↑  Cheung, 2009, pp. 34–35.
13. ↑  Cheung, 2009, p. 36.
14. ↑  Cheung, 2009, pp. 35–36.
15. ↑  Lane, 2019, p. 113.
16. ↑  Kung Sheung Daily News, 8 September 1967 (in Chinese (Hong Kong)).
17. ↑  Wah Kiu Yat Po, 12 September 1967 (in Chinese (Hong Kong)).
18. 1 2 3  Cheung, 2009, p. 38.
19. 1 2  Cheung, 2009, p. 39.
20. ↑  Loh, 2018, p. 107.
21. ↑  Ta Kung Pao, 24 May 1967 (in Chinese (Hong Kong)).

#### Libros
- Broadbent, Jeffrey; Brockman, Vicky (7 de enero de 2011). East Asian Social Movements: Power, Protest, and Change in a Dynamic Region. Springer Science & Business Media. ISBN 978-0-387-09626-1.
- Carroll, John Mark (2007). A Concise History of Hong Kong. Lanham: Rowman & Littlefield. ISBN 978-0-7425-3422-3. Archivado desde el original el 18 de mayo de 2023. Consultado el 20 de marzo de 2024.
- Cheung, Gary Ka-wai (1 de octubre de 2009). Hong Kong's Watershed: The 1967 Riots. Hong Kong University Press. ISBN 978-962-209-089-7.
- Chin, Angelina (25 de abril de 2023). Unsettling Exiles: Chinese Migrants in Hong Kong and the Southern Periphery During the Cold War. Columbia University Press. ISBN 978-0-231-55821-1.
- Lane, Kevin P. (11 de julio de 2019). Sovereignty And The Status Quo: The Historical Roots Of China's Hong Kong Policy. Routledge. ISBN 978-1-000-31238-6.
- Loh, Christine (1 de noviembre de 2018). Underground Front: The Chinese Communist Party in Hong Kong (2nd edición). Hong Kong University Press. ISBN 978-988-8455-73-7. Archivado desde el original el 24 de noviembre de 2022. Consultado el 20 de marzo de 2024.
- Pepper, Suzanne (2008). Keeping Democracy at Bay: Hong Kong and the Challenge of Chinese Political Reform. Rowman & Littlefield. ISBN 978-0-7425-0877-4.
- The May Upheaval in Hong Kong. Committee of Hong Kong-Kowloon Chinese Compatriots of All Circles for the Struggle Against Persecution by the British Authorities in Hong Kong. 1967. Archivado desde el original el 20 de marzo de 2024. Consultado el 20 de marzo de 2024.

#### Artículos de publicaciones
- Heaton, William (1970). «Maoist Revolutionary Strategy and Modern Colonialism: The Cultural Revolution in Hong Kong». Asian Survey 10 (9): 840-857. ISSN 0004-4687. doi:10.2307/2643033.

#### Artículos de noticias
- Chan, Chris King Chi (14 de junio de 2013). «Strike! A Reminder of Past Labour Militancy in Hong Kong». Harbour Times. Consultado el 4 de diciembre de 2021.
- Cheung, Gary (16 de mayo de 2015). «Veteran unionist Yeung Kwong, ringleader in 1967 Hong Kong riots, dies at 89». South China Morning Post. Archivado desde el original el 1 de julio de 2022. Consultado el 13 de marzo de 2022.
- «News from Chinese Provincial Radio Stations 23 to 29 May 1967». Radio Guangdong (Guangzhou). 29 de mayo de 1967. Archivado desde el original el 20 de marzo de 2024. Consultado el 20 de marzo de 2024.
- «六七年香港暴動» [Disturbios en Hong Kong de 1967]. RTHK (en chino hongkonés). Archivado desde el original el 7 de febrero de 2008. Consultado el 19 de diciembre de 2007.

- Datos: Q8425569
- Multimedia: Struggle Committee / Q8425569